# Élections cantonales de 2004 dans l'Aveyron
Les élections cantonales ont eu lieu les 21 et 28 mars 2004.
Lors de ces élections, 23 des 46 cantons de l'Aveyron ont été renouvelés. Elles ont vu la reconduction de la majorité UMP dirigée par Jean Puech, président du conseil général depuis 1976.

## Résultats à l'échelle du département
Répartition départementale des résultats (2e tour).
- PS (44,28 %)
- DVG (3,5 %)
- Verts (2,28 %)
- UMP (32,55 %)
- DVD (17,38 %)

| Étiquette      | Étiquette                          | Premier tour | Premier tour | Second tour | Second tour | Sièges |
| Étiquette      | Étiquette                          | Voix         | %            | Voix        | %           | Sièges |
| -------------- | ---------------------------------- | ------------ | ------------ | ----------- | ----------- | ------ |
|                | Parti socialiste                   | 16 653       | 22,25        | 24 076      | 44,28       | 5      |
|                | Divers gauche                      | 7 572        | 10,12        | 1 905       | 3,50        | 2      |
|                | Parti communiste français          | 3 387        | 4,53         |             |             |        |
|                | Les Verts                          | 2 191        | 2,93         | 1 241       | 2,28        | 1      |
|                | Parti radical de gauche            | 2 158        | 2,88         |             |             |        |
|                | Extrême gauche                     | 387          | 0,52         |             |             |        |
| Gauche         | Gauche                             | 32 348       | 43,23        | 27 222      | 50,06       | 8      |
|                |                                    |              |              |             |             |        |
|                | Union pour un mouvement populaire  | 21 410       | 28,60        | 17 698      | 32,55       | 7      |
|                | Divers droite                      | 14 941       | 19,96        | 9 447       | 17,38       | 6      |
|                | Front national                     | 3 189        | 4,26         |             |             |        |
|                | Union pour la démocratie française | 2 474        | 3,31         |             |             |        |
| Droite         | Droite                             | 42 014       | 56,13        | 27 145      | 49,93       | 13     |
|                |                                    |              |              |             |             |        |
|                | Divers                             | 488          | 0,65         |             |             |        |
|                |                                    |              |              |             |             |        |
| Inscrits       | Inscrits                           | 106 574      | 100,00       | 76 425      | 100,00      |        |
| Abstention     | Abstention                         | 27 529       | 25,83        | 18 609      | 24,35       |        |
| Votants        | Votants                            | 79 045       | 74,17        | 57 816      | 75,65       |        |
| Blancs et nuls | Blancs et nuls                     | 4 195        | 5,31         | 3 449       | 5,97        |        |
| Exprimés       | Exprimés                           | 74 850       | 94,69        | 54 367      | 94,03       |        |

## Résultats par canton

### Canton de Belmont-sur-Rance
| Candidats      | Candidats      | Étiquette      | Premier tour | Premier tour | Second tour | Second tour |
| Candidats      | Candidats      | Étiquette      | Voix         | %            | Voix        | %           |
| -------------- | -------------- | -------------- | ------------ | ------------ | ----------- | ----------- |
|                | Monique Alies* | DVD            | 805          | 47,80        | 883         | 51,46       |
|                | Daniel Mouls   | DVD            | 459          | 27,26        | 470         | 27,39       |
|                | Alice Cance    | PS             | 331          | 19,66        | 363         | 21,15       |
|                | Nicole Couffin | PCF            | 89           | 5,29         |             |             |
|                |                |                |              |              |             |             |
| Inscrits       | Inscrits       | Inscrits       | 2 202        | 100,00       | 2 202       | 100,00      |
| Abstention     | Abstention     | Abstention     | 446          | 20,25        | 432         | 19,62       |
| Votants        | Votants        | Votants        | 1 756        | 79,75        | 1 770       | 80,38       |
| Blancs et nuls | Blancs et nuls | Blancs et nuls | 72           | 4,10         | 54          | 3,05        |
| Exprimés       | Exprimés       | Exprimés       | 1 684        | 95,90        | 1 716       | 96,95       |

*sortant

### Canton de Bozouls
| Candidats      | Candidats          | Étiquette      | Premier tour | Premier tour |
| Candidats      | Candidats          | Étiquette      | Voix         | %            |
| -------------- | ------------------ | -------------- | ------------ | ------------ |
|                | Jean-Michel Lalle* | UMP            | 2 096        | 61,90        |
|                | Christian Couderc  | PS             | 1 017        | 30,04        |
|                | Brigitte Puech     | PCF            | 273          | 8,06         |
|                |                    |                |              |              |
| Inscrits       | Inscrits           | Inscrits       | 5 295        | 100,00       |
| Abstention     | Abstention         | Abstention     | 1 527        | 28,84        |
| Votants        | Votants            | Votants        | 3 768        | 71,16        |
| Blancs et nuls | Blancs et nuls     | Blancs et nuls | 382          | 10,14        |
| Exprimés       | Exprimés           | Exprimés       | 3 386        | 89,86        |

*sortant

### Canton de Campagnac
| Candidats      | Candidats              | Étiquette      | Premier tour | Premier tour |
| Candidats      | Candidats              | Étiquette      | Voix         | %            |
| -------------- | ---------------------- | -------------- | ------------ | ------------ |
|                | Pierre-Marie Blanquet* | UDF            | 835          | 78,70        |
|                | André Perez            | PCF            | 126          | 11,88        |
|                | Jean Miquel            | FN             | 100          | 9,43         |
|                |                        |                |              |              |
| Inscrits       | Inscrits               | Inscrits       | 1 525        | 100,00       |
| Abstention     | Abstention             | Abstention     | 353          | 23,15        |
| Votants        | Votants                | Votants        | 1 172        | 76,85        |
| Blancs et nuls | Blancs et nuls         | Blancs et nuls | 111          | 9,47         |
| Exprimés       | Exprimés               | Exprimés       | 1 061        | 90,53        |

*sortant

### Canton d'Entraygues-sur-Truyère
| Candidats      | Candidats             | Étiquette      | Premier tour | Premier tour | Second tour | Second tour |
| Candidats      | Candidats             | Étiquette      | Voix         | %            | Voix        | %           |
| -------------- | --------------------- | -------------- | ------------ | ------------ | ----------- | ----------- |
|                | Jean-François Albespy | DVD            | 693          | 43,04        | 962         | 60,13       |
|                | Pierre Laurens*       | UMP            | 442          | 27,45        | Retrait     | Retrait     |
|                | Jacques Serieys       | PS             | 438          | 27,20        | 638         | 39,88       |
|                | Gérard Lescure        | PCF            | 37           | 2,30         |             |             |
|                |                       |                |              |              |             |             |
| Inscrits       | Inscrits              | Inscrits       | 2 229        | 100,00       | 2 229       | 100,00      |
| Abstention     | Abstention            | Abstention     | 563          | 25,26        | 533         | 23,91       |
| Votants        | Votants               | Votants        | 1 666        | 74,74        | 1 696       | 76,09       |
| Blancs et nuls | Blancs et nuls        | Blancs et nuls | 56           | 3,36         | 96          | 5,66        |
| Exprimés       | Exprimés              | Exprimés       | 1 610        | 96,64        | 1 600       | 94,34       |

*sortant

### Canton d'Estaing
| Candidats      | Candidats            | Étiquette      | Premier tour | Premier tour | Second tour | Second tour |
| Candidats      | Candidats            | Étiquette      | Voix         | %            | Voix        | %           |
| -------------- | -------------------- | -------------- | ------------ | ------------ | ----------- | ----------- |
|                | Jean-Claude Anglars  | DVD            | 826          | 39,75        | 1 271       | 62,15       |
|                | Léon Romieu*         | UMP            | 572          | 27,53        | 774         | 37,85       |
|                | Bernadette Azemar    | DVD            | 426          | 20,50        | Retrait     | Retrait     |
|                | Jean Pradalier       | UDF            | 197          | 9,48         |             |             |
|                | Jean-Louis Chauchard | PCF            | 57           | 2,74         |             |             |
|                |                      |                |              |              |             |             |
| Inscrits       | Inscrits             | Inscrits       | 2 670        | 100,00       | 2 670       | 100,00      |
| Abstention     | Abstention           | Abstention     | 533          | 19,96        | 525         | 19,66       |
| Votants        | Votants              | Votants        | 2 137        | 80,04        | 2 145       | 80,34       |
| Blancs et nuls | Blancs et nuls       | Blancs et nuls | 59           | 2,76         | 100         | 4,66        |
| Exprimés       | Exprimés             | Exprimés       | 2 078        | 97,24        | 2 045       | 95,34       |

*sortant

### Canton de Laguiole
| Candidats      | Candidats        | Étiquette      | Premier tour | Premier tour | Second tour | Second tour |
| Candidats      | Candidats        | Étiquette      | Voix         | %            | Voix        | %           |
| -------------- | ---------------- | -------------- | ------------ | ------------ | ----------- | ----------- |
|                | Guy Dumas*       | UMP            | 540          | 33,13        | 662         | 38,62       |
|                | Joseph Chauffour | DVD            | 526          | 32,27        | 649         | 37,86       |
|                | Gérard Alazard   | UMP            | 474          | 29,08        | 403         | 23,51       |
|                | Félix Dabert     | FN             | 60           | 3,68         |             |             |
|                | Fabien Desse     | PCF            | 30           | 1,84         |             |             |
|                |                  |                |              |              |             |             |
| Inscrits       | Inscrits         | Inscrits       | 2 066        | 100,00       | 2 066       | 100,00      |
| Abstention     | Abstention       | Abstention     | 388          | 18,78        | 306         | 14,81       |
| Votants        | Votants          | Votants        | 1 678        | 81,22        | 1 760       | 85,19       |
| Blancs et nuls | Blancs et nuls   | Blancs et nuls | 48           | 2,86         | 46          | 2,61        |
| Exprimés       | Exprimés         | Exprimés       | 1 630        | 97,14        | 1 714       | 97,39       |

*sortant

### Canton de Laissac
| Candidats      | Candidats        | Étiquette      | Premier tour | Premier tour |
| Candidats      | Candidats        | Étiquette      | Voix         | %            |
| -------------- | ---------------- | -------------- | ------------ | ------------ |
|                | Yves Boyer*      | UMP            | 1 529        | 66,68        |
|                | Charles Herreman | PCF            | 445          | 19,41        |
|                | Claude Ratel     | FN             | 319          | 13,91        |
|                |                  |                |              |              |
| Inscrits       | Inscrits         | Inscrits       | 3 517        | 100,00       |
| Abstention     | Abstention       | Abstention     | 925          | 26,30        |
| Votants        | Votants          | Votants        | 2 592        | 73,70        |
| Blancs et nuls | Blancs et nuls   | Blancs et nuls | 299          | 11,54        |
| Exprimés       | Exprimés         | Exprimés       | 2 293        | 88,46        |

*sortant

### Canton de Marcillac-Vallon
| Candidats      | Candidats             | Étiquette      | Premier tour | Premier tour | Second tour | Second tour |
| Candidats      | Candidats             | Étiquette      | Voix         | %            | Voix        | %           |
| -------------- | --------------------- | -------------- | ------------ | ------------ | ----------- | ----------- |
|                | Anne Gaben Toutant    | PS             | 1 679        | 30,74        | 2 992       | 55,26       |
|                | Anne-Sophie Monestier | UMP            | 1 179        | 21,59        | 2 422       | 44,74       |
|                | Jacques Raynal        | DVD            | 1 143        | 20,93        | Retrait     | Retrait     |
|                | Robert Caule          | DVD            | 735          | 13,46        |             |             |
|                | Jacques Sucret        | UMP            | 352          | 6,44         |             |             |
|                | Jean Delagnes         | FN             | 226          | 4,14         |             |             |
|                | Alain Boussac         | PCF            | 148          | 2,71         |             |             |
|                |                       |                |              |              |             |             |
| Inscrits       | Inscrits              | Inscrits       | 7 318        | 100,00       | 7 318       | 100,00      |
| Abstention     | Abstention            | Abstention     | 1 691        | 23,11        | 1 637       | 22,37       |
| Votants        | Votants               | Votants        | 5 627        | 76,89        | 5 681       | 77,63       |
| Blancs et nuls | Blancs et nuls        | Blancs et nuls | 165          | 2,93         | 267         | 4,70        |
| Exprimés       | Exprimés              | Exprimés       | 5 462        | 97,07        | 5 414       | 95,30       |

### Canton de Millau-Ouest
| Candidats      | Candidats               | Étiquette      | Premier tour | Premier tour | Second tour | Second tour |
| Candidats      | Candidats               | Étiquette      | Voix         | %            | Voix        | %           |
| -------------- | ----------------------- | -------------- | ------------ | ------------ | ----------- | ----------- |
|                | Jean-Dominique Gonzales | PS             | 2 885        | 33,49        | 5 267       | 60,35       |
|                | André Garlenc           | UMP            | 1 757        | 20,40        | 3 461       | 39,65       |
|                | Gilbert Lagarde         | DVD            | 912          | 10,59        |             |             |
|                | Catia Gelly             | FN             | 767          | 8,90         |             |             |
|                | Léon Maille             | Verts          | 759          | 8,81         |             |             |
|                | Jacques Caubel          | UDF            | 595          | 6,91         |             |             |
|                | Georges Gaubert         | PCF            | 552          | 6,41         |             |             |
|                | Guy Holstein            | EXG            | 387          | 4,49         |             |             |
|                |                         |                |              |              |             |             |
| Inscrits       | Inscrits                | Inscrits       | 13 182       | 100,00       | 13 180      | 100,00      |
| Abstention     | Abstention              | Abstention     | 4 020        | 30,50        | 3 642       | 27,63       |
| Votants        | Votants                 | Votants        | 9 162        | 69,50        | 9 538       | 72,37       |
| Blancs et nuls | Blancs et nuls          | Blancs et nuls | 548          | 5,98         | 810         | 8,49        |
| Exprimés       | Exprimés                | Exprimés       | 8 614        | 94,02        | 8 728       | 91,51       |

### Canton de Montbazens
| Candidats      | Candidats           | Étiquette      | Premier tour | Premier tour | Second tour | Second tour |
| Candidats      | Candidats           | Étiquette      | Voix         | %            | Voix        | %           |
| -------------- | ------------------- | -------------- | ------------ | ------------ | ----------- | ----------- |
|                | Gisèle Rigal        | UMP            | 1 982        | 49,32        | 2 332       | 53,47       |
|                | Claude Catalan      | PS             | 1 825        | 45,41        | 2 029       | 46,53       |
|                | Jean-Pierre Jimenez | PCF            | 212          | 5,27         |             |             |
|                |                     |                |              |              |             |             |
| Inscrits       | Inscrits            | Inscrits       | 5 496        | 100,00       | 5 494       | 100,00      |
| Abstention     | Abstention          | Abstention     | 1 245        | 22,65        | 1 000       | 18,20       |
| Votants        | Votants             | Votants        | 4 251        | 77,35        | 4 494       | 81,80       |
| Blancs et nuls | Blancs et nuls      | Blancs et nuls | 232          | 5,46         | 133         | 2,96        |
| Exprimés       | Exprimés            | Exprimés       | 4 019        | 94,54        | 4 361       | 97,04       |

### Canton de Mur-de-Barrez
| Candidats      | Candidats          | Étiquette      | Premier tour | Premier tour |
| Candidats      | Candidats          | Étiquette      | Voix         | %            |
| -------------- | ------------------ | -------------- | ------------ | ------------ |
|                | Francis Issanchou* | DVD            | 1 133        | 60,11        |
|                | Joseph Donore      | DVD            | 605          | 32,10        |
|                | Franck Gelly       | FN             | 81           | 4,30         |
|                | Freddy Ricci       | PCF            | 66           | 3,50         |
|                |                    |                |              |              |
| Inscrits       | Inscrits           | Inscrits       | 2 837        | 100,00       |
| Abstention     | Abstention         | Abstention     | 878          | 30,95        |
| Votants        | Votants            | Votants        | 1 959        | 69,05        |
| Blancs et nuls | Blancs et nuls     | Blancs et nuls | 74           | 3,78         |
| Exprimés       | Exprimés           | Exprimés       | 1 885        | 96,22        |

*sortant

### Canton de Najac
| Candidats      | Candidats        | Étiquette      | Premier tour | Premier tour |
| Candidats      | Candidats        | Étiquette      | Voix         | %            |
| -------------- | ---------------- | -------------- | ------------ | ------------ |
|                | Bernard Vidal*   | DVG            | 1 544        | 58,29        |
|                | Jean-Louis Cance | UDF            | 496          | 18,72        |
|                | Claude Couronne  | UMP            | 481          | 18,16        |
|                | Serge Lusseau    | FN             | 77           | 2,91         |
|                | Claude Fricou    | PCF            | 51           | 1,93         |
|                |                  |                |              |              |
| Inscrits       | Inscrits         | Inscrits       | 3 455        | 100,00       |
| Abstention     | Abstention       | Abstention     | 725          | 20,98        |
| Votants        | Votants          | Votants        | 2 730        | 79,02        |
| Blancs et nuls | Blancs et nuls   | Blancs et nuls | 81           | 2,97         |
| Exprimés       | Exprimés         | Exprimés       | 2 649        | 97,03        |

*sortant

### Canton de Nant
| Candidats      | Candidats              | Étiquette      | Premier tour | Premier tour | Second tour | Second tour |
| Candidats      | Candidats              | Étiquette      | Voix         | %            | Voix        | %           |
| -------------- | ---------------------- | -------------- | ------------ | ------------ | ----------- | ----------- |
|                | René Quatrefages*      | UMP            | 975          | 49,95        | 1 230       | 66,67       |
|                | Alain Lourdel          | PS             | 308          | 15,78        | 615         | 33,33       |
|                | Jean Poujol            | DVD            | 279          | 14,29        | Retrait     | Retrait     |
|                | Yves Frémion           | Verts          | 137          | 7,02         |             |             |
|                | Anne-Marie Juanaberria | PCF            | 129          | 6,61         |             |             |
|                | Gérard Rouquette       | FN             | 124          | 6,35         |             |             |
|                |                        |                |              |              |             |             |
| Inscrits       | Inscrits               | Inscrits       | 2 679        | 100,00       | 2 677       | 100,00      |
| Abstention     | Abstention             | Abstention     | 595          | 22,21        | 602         | 22,49       |
| Votants        | Votants                | Votants        | 2 084        | 77,79        | 2 075       | 77,51       |
| Blancs et nuls | Blancs et nuls         | Blancs et nuls | 132          | 6,33         | 230         | 11,08       |
| Exprimés       | Exprimés               | Exprimés       | 1 952        | 93,67        | 1 845       | 88,92       |

*sortant

### Canton de Naucelle
| Candidats      | Candidats          | Étiquette      | Premier tour | Premier tour |
| Candidats      | Candidats          | Étiquette      | Voix         | %            |
| -------------- | ------------------ | -------------- | ------------ | ------------ |
|                | Jean-Pierre Mazars | PRG            | 1 728        | 50,35        |
|                | Joël Fouillade     | UMP            | 1 704        | 49,65        |
|                |                    |                |              |              |
| Inscrits       | Inscrits           | Inscrits       | 4 271        | 100,00       |
| Abstention     | Abstention         | Abstention     | 723          | 16,93        |
| Votants        | Votants            | Votants        | 3 548        | 83,07        |
| Blancs et nuls | Blancs et nuls     | Blancs et nuls | 116          | 3,27         |
| Exprimés       | Exprimés           | Exprimés       | 3 432        | 96,73        |

### Canton de Pont-de-Salars
| Candidats      | Candidats           | Étiquette      | Premier tour | Premier tour |
| Candidats      | Candidats           | Étiquette      | Voix         | %            |
| -------------- | ------------------- | -------------- | ------------ | ------------ |
|                | Alain Pichon*       | DVG            | 2 565        | 67,08        |
|                | Louis-Marie Miquel  | DVG            | 659          | 17,23        |
|                | Guilhem de Colonges | UDF            | 351          | 9,18         |
|                | Gérard Unal         | PCF            | 249          | 6,51         |
|                |                     |                |              |              |
| Inscrits       | Inscrits            | Inscrits       | 5 346        | 100,00       |
| Abstention     | Abstention          | Abstention     | 1 290        | 24,13        |
| Votants        | Votants             | Votants        | 4 056        | 75,87        |
| Blancs et nuls | Blancs et nuls      | Blancs et nuls | 232          | 5,72         |
| Exprimés       | Exprimés            | Exprimés       | 3 824        | 94,28        |

*sortant

### Canton de Rodez-Est
| Candidats      | Candidats          | Étiquette      | Premier tour | Premier tour | Second tour | Second tour |
| Candidats      | Candidats          | Étiquette      | Voix         | %            | Voix        | %           |
| -------------- | ------------------ | -------------- | ------------ | ------------ | ----------- | ----------- |
|                | Stéphane Bultel    | PS             | 1 842        | 31,22        | 3 187       | 53,21       |
|                | Dominique Costes   | UMP            | 1 599        | 27,10        | 2 803       | 46,79       |
|                | Michel Astoul      | UMP            | 1 071        | 18,15        | Retrait     | Retrait     |
|                | Bruno Berardi      | Verts          | 499          | 8,46         |             |             |
|                | Daniel Rozoy       | PRG            | 430          | 7,29         |             |             |
|                | Michel Dorlin      | FN             | 316          | 5,36         |             |             |
|                | Françoise Toledano | PCF            | 144          | 2,44         |             |             |
|                |                    |                |              |              |             |             |
| Inscrits       | Inscrits           | Inscrits       | 8 948        | 100,00       | 8 950       | 100,00      |
| Abstention     | Abstention         | Abstention     | 2 771        | 30,97        | 2 623       | 29,31       |
| Votants        | Votants            | Votants        | 6 177        | 69,03        | 6 327       | 70,69       |
| Blancs et nuls | Blancs et nuls     | Blancs et nuls | 276          | 4,47         | 337         | 5,33        |
| Exprimés       | Exprimés           | Exprimés       | 5 901        | 95,53        | 5 990       | 94,67       |

### Canton de Saint-Affrique
| Candidats      | Candidats          | Étiquette      | Premier tour | Premier tour | Second tour | Second tour |
| Candidats      | Candidats          | Étiquette      | Voix         | %            | Voix        | %           |
| -------------- | ------------------ | -------------- | ------------ | ------------ | ----------- | ----------- |
|                | Jean-Luc Malet*    | PS             | 3 159        | 49,11        | 4 268       | 63,90       |
|                | Josiane Gineste    | UMP            | 1 390        | 21,61        | 2 411       | 36,10       |
|                | Serge Wenner       | DVD            | 885          | 13,76        |             |             |
|                | Georges Bureau     | FN             | 412          | 6,41         |             |             |
|                | Serge Lopez-Serres | DVD            | 310          | 4,82         |             |             |
|                | Claude Charon      | PCF            | 276          | 4,29         |             |             |
|                |                    |                |              |              |             |             |
| Inscrits       | Inscrits           | Inscrits       | 9 285        | 100,00       | 9 284       | 100,00      |
| Abstention     | Abstention         | Abstention     | 2 309        | 24,87        | 2 070       | 22,30       |
| Votants        | Votants            | Votants        | 6 976        | 75,13        | 7 214       | 77,70       |
| Blancs et nuls | Blancs et nuls     | Blancs et nuls | 544          | 7,80         | 535         | 7,42        |
| Exprimés       | Exprimés           | Exprimés       | 6 432        | 92,20        | 6 679       | 92,58       |

*sortant

### Canton de Saint-Amans-des-Cots
| Candidats      | Candidats         | Étiquette      | Premier tour | Premier tour |
| Candidats      | Candidats         | Étiquette      | Voix         | %            |
| -------------- | ----------------- | -------------- | ------------ | ------------ |
|                | René Lavastrou    | UMP            | 889          | 54,67        |
|                | René Delmas       | UMP            | 704          | 43,30        |
|                | Martial Cabantous | PCF            | 33           | 2,03         |
|                |                   |                |              |              |
| Inscrits       | Inscrits          | Inscrits       | 2 069        | 100,00       |
| Abstention     | Abstention        | Abstention     | 414          | 20,01        |
| Votants        | Votants           | Votants        | 1 655        | 79,99        |
| Blancs et nuls | Blancs et nuls    | Blancs et nuls | 29           | 1,75         |
| Exprimés       | Exprimés          | Exprimés       | 1 626        | 98,25        |

### Canton de Saint-Sernin-sur-Rance
| Candidats      | Candidats         | Étiquette      | Premier tour | Premier tour | Second tour | Second tour |
| Candidats      | Candidats         | Étiquette      | Voix         | %            | Voix        | %           |
| -------------- | ----------------- | -------------- | ------------ | ------------ | ----------- | ----------- |
|                | Jean-Marie Sirgue | UMP            | 881          | 36,53        | 1 200       | 49,16       |
|                | Claude Boyer      | Verts          | 796          | 33,00        | 1 241       | 50,84       |
|                | Pierre Villeneuve | DVD            | 689          | 28,57        | Retrait     | Retrait     |
|                | Pierre Cazaux     | PCF            | 46           | 1,91         |             |             |
|                |                   |                |              |              |             |             |
| Inscrits       | Inscrits          | Inscrits       | 3 090        | 100,00       | 3 089       | 100,00      |
| Abstention     | Abstention        | Abstention     | 591          | 19,13        | 534         | 17,29       |
| Votants        | Votants           | Votants        | 2 499        | 80,87        | 2 555       | 82,71       |
| Blancs et nuls | Blancs et nuls    | Blancs et nuls | 87           | 3,48         | 114         | 4,46        |
| Exprimés       | Exprimés          | Exprimés       | 2 412        | 96,52        | 2 441       | 95,54       |

### Canton de La Salvetat-Peyralès
| Candidats      | Candidats        | Étiquette      | Premier tour | Premier tour |
| Candidats      | Candidats        | Étiquette      | Voix         | %            |
| -------------- | ---------------- | -------------- | ------------ | ------------ |
|                | André At         | UMP            | 793          | 53,62        |
|                | Gilles Juillard* | PS             | 655          | 44,29        |
|                | Martine Lescure  | PCF            | 31           | 2,10         |
|                |                  |                |              |              |
| Inscrits       | Inscrits         | Inscrits       | 1 823        | 100,00       |
| Abstention     | Abstention       | Abstention     | 306          | 16,79        |
| Votants        | Votants          | Votants        | 1 517        | 83,21        |
| Blancs et nuls | Blancs et nuls   | Blancs et nuls | 38           | 2,50         |
| Exprimés       | Exprimés         | Exprimés       | 1 479        | 97,50        |

*sortant

### Canton de Sévérac-le-Château
| Candidats      | Candidats        | Étiquette      | Premier tour | Premier tour | Second tour | Second tour |
| Candidats      | Candidats        | Étiquette      | Voix         | %            | Voix        | %           |
| -------------- | ---------------- | -------------- | ------------ | ------------ | ----------- | ----------- |
|                | Bernard Seillier | DVD            | 1 190        | 47,83        | 1 378       | 51,23       |
|                | Bruno Buldo      | DVG            | 1 114        | 44,77        | 1 312       | 48,77       |
|                | Gabriel Hamel    | FN             | 184          | 7,40         |             |             |
|                |                  |                |              |              |             |             |
| Inscrits       | Inscrits         | Inscrits       | 3 343        | 100,00       | 3 342       | 100,00      |
| Abstention     | Abstention       | Abstention     | 726          | 21,72        | 546         | 16,34       |
| Votants        | Votants          | Votants        | 2 617        | 78,28        | 2 796       | 83,66       |
| Blancs et nuls | Blancs et nuls   | Blancs et nuls | 129          | 4,93         | 106         | 3,79        |
| Exprimés       | Exprimés         | Exprimés       | 2 488        | 95,07        | 2 690       | 96,21       |

### Canton de Vézins-de-Lévézou
| Candidats      | Candidats           | Étiquette      | Premier tour | Premier tour | Second tour | Second tour |
| Candidats      | Candidats           | Étiquette      | Voix         | %            | Voix        | %           |
| -------------- | ------------------- | -------------- | ------------ | ------------ | ----------- | ----------- |
|                | Arnaud Viala        | DVD            | 454          | 38,06        | 618         | 51,03       |
|                | Daniel Delmas       | DVG            | 409          | 34,28        | 593         | 48,97       |
|                | Claude Seillier*    | DVD            | 256          | 21,46        | Retrait     | Retrait     |
|                | Jany Derat          | FN             | 48           | 4,02         |             |             |
|                | Jean-Claude Austruy | PCF            | 26           | 2,18         |             |             |
|                |                     |                |              |              |             |             |
| Inscrits       | Inscrits            | Inscrits       | 1 486        | 100,00       | 1 486       | 100,00      |
| Abstention     | Abstention          | Abstention     | 256          | 17,23        | 213         | 14,33       |
| Votants        | Votants             | Votants        | 1 230        | 82,77        | 1 273       | 85,67       |
| Blancs et nuls | Blancs et nuls      | Blancs et nuls | 37           | 3,01         | 62          | 4,87        |
| Exprimés       | Exprimés            | Exprimés       | 1 193        | 96,99        | 1 211       | 95,13       |

*sortant

### Canton de Villefranche-de-Rouergue
| Candidats      | Candidats           | Étiquette      | Premier tour | Premier tour | Second tour | Second tour |
| Candidats      | Candidats           | Étiquette      | Voix         | %            | Voix        | %           |
| -------------- | ------------------- | -------------- | ------------ | ------------ | ----------- | ----------- |
|                | Claude Penel*       | PS             | 2 514        | 32,48        | 4 717       | 59,46       |
|                | Jean-Claude Deltor  | DVD            | 2 110        | 27,26        | 3 216       | 40,54       |
|                | Patrice Couronne    | DVG            | 1 281        | 16,55        | Retrait     | Retrait     |
|                | Jean-Pierre Cieutat | DVD            | 505          | 6,52         |             |             |
|                | Sylvain Pourcel     | SE             | 488          | 6,30         |             |             |
|                | Suzanne Ratel       | FN             | 475          | 6,14         |             |             |
|                | Yves Joulia         | PCF            | 367          | 4,74         |             |             |
|                |                     |                |              |              |             |             |
| Inscrits       | Inscrits            | Inscrits       | 12 442       | 100,00       | 12 438      | 100,00      |
| Abstention     | Abstention          | Abstention     | 4 254        | 34,19        | 3 946       | 31,73       |
| Votants        | Votants             | Votants        | 8 188        | 65,81        | 8 492       | 68,27       |
| Blancs et nuls | Blancs et nuls      | Blancs et nuls | 448          | 5,47         | 559         | 6,58        |
| Exprimés       | Exprimés            | Exprimés       | 7 740        | 94,53        | 7 933       | 93,42       |

*sortant